# Felipe Benítez Reyes
Felipe Benítez Reyes (Rota, Cadis, Andalusia, 25 de febrer de 1960) és un escriptor i traductor espanyol. Va estudiar Filologia Hispànica a la Universitat de Cadis i a la Universitat de Sevilla. Ha codirigit les revistes Fin de Siglo, El Libro de Andalucía i Renacimiento, i és columnista del setmanari «Dominical» d'El País. Compagina la seva tasca de creació literària amb la traducció. Ha rebut nombrosos premis en diferents gèneres literaris. Els seus llibres estan traduïts a l'anglès, a l'italià, al rus, al francès, al romanès i al portuguès.

## Obra

### Narrativa
- Chistera de duende (1991)
- Tratándose de ustedes (1992)
- Un mundo peligroso (1994), relats
- La propiedad del paraíso (1995)
- Humo (1995)
- Impares, fila 13 (1996), escrit amb Luis García Montero
- Maneras de perder (1997), relats
- El novio del mundo (1998)
- Lo que viene después de lo peor (1998), narrativa juvenil
- Los libros errantes (2002), narrativa infantil
- El pensamiento de los monstruos (2002)
- Mercado de espejismos (2007)
- El caballo cobarde (2008), narrativa juvenil
- Oficios estelares (2009), recopilació dels relats d'Un mundo peligroso, Maneras de perder i l'inèdit Fragilidades y desórdenes
- Formulaciones tautológicas (2010), relats+collages
- Cada cual y lo extraño (2013), relats
- El azar y viceversa (2016)

### Poesia
- Paraíso manuscrito (Sevilla: Calle del Aire, 1982)
- Los vanos mundos (Granada: Maillot Amarillo, 1985)
- Pruebas de autor (Sevilla: Renacimiento, 1989)
- La mala compañía (Valencia: Mestral, 1989)
- Sombras particulares (Madrid: Visor, 1992)
- Vidas improbables (Madrid: Visor, 1995)
- El equipaje abierto (Barcelona: Tusquets, 1996)
- Escaparate de venenos (Barcelona: Tusquets, 2000)
- La misma luna (Madrid: Visor, 2007)
- Las identidades (Madrid: Visor, 2012)
- Ya la sombra (Madrid: Visor, 2018)

### Teatro
- Los astrólogos errantes: leyenda en verso en tres actos (2005)

### Assaig
- Rafael de Paula (1987)
- Bazar de ingenios (1991)
- La maleta del náufrago (1997), quadern de notes 1981-1990
- Gente del siglo (1997)
- Palco de sombra (1997)
- Serranía de Ronda. Cuaderno de ruta (1999)
- El ocaso y el oriente (2000)
- Papel de envoltorio (2001), articles de premsa
- El intruso honorífico (2019)

### Traduccions
- T. S. Eliot: Prufrock y otras observaciones (2000), traducció i notes
- Vladimir Nabokov: Poemas (2004)

## Premis
- 1992: Premi Loewe de poesia per Sombras particulares[5]
- 1994: Premi Internacional de Poesia Ciutat de Melilla per Vidas improbables[6]
- 1995: Premi Ateneo de Sevilla de novel·la per Humo[7]
- 1995: Premi de la Crítica de poesia castellana per Vidas improbables
- 1996: Premi Nacional de poesia de les Lletres Espanyoles per Vidas improbables[8]
- 2004: Premi Hucha de Oro de contes per El campeón[9]
- 2007: Premi Nadal de novel·la per Mercado de espejismos[10]
- 2007: Premi Julio Camba de periodisme por El tiempo y el paraíso[11]
- 2019: Premi Manuel Alvar d'Estudis Humanístics per El intruso honorífico[12]